# Saint Arnaud Airport
Saint Arnaud Airport är en flygplats i Australien. Den ligger i kommunen Northern Grampians och delstaten Victoria, omkring 200 kilometer nordväst om delstatshuvudstaden Melbourne. Saint Arnaud Airport ligger 195 meter över havet.
Trakten runt Saint Arnaud Airport är nära nog obefolkad, med mindre än två invånare per kvadratkilometer.. Närmaste större samhälle är Saint Arnaud, nära Saint Arnaud Airport.
I omgivningarna runt Saint Arnaud Airport växer huvudsakligen savannskog. Genomsnittlig årsnederbörd är 517 millimeter. Den regnigaste månaden är juli, med i genomsnitt 72 mm nederbörd, och den torraste är januari, med 14 mm nederbörd.